# Perithalera oblongula
Perithalera oblongula är en fjärilsart som beskrevs av Louis Beethoven Prout 1922. Perithalera oblongula ingår i släktet Perithalera och familjen mätare. Inga underarter finns listade i Catalogue of Life.